# Mesa 3D

Linux i Mesa 3D

Implementacja EGL-API w Mesa 3D, libwayland-EGL i Wayland

Sterowniki graficzne w stylu DRI i w stylu Gallium3D

Mesa 3D – biblioteka funkcji graficznych udostępniana wraz z kodem źródłowym, stworzona przez Briana Paula w sierpniu 1993, będąca implementacją OpenGL do renderowania trójwymiarowej grafiki na różnych platformach. Mimo że Mesa nie jest oficjalną implementacją OpenGL (ze względów licencyjnych), to struktura, składnia i semantyka tego API jest taka sama jak w OpenGL. Biblioteka ta jest alternatywą dla zamkniętych sterowników udostępnianych przez AMD i nVidia.

## Historia implementacji API w Mesa
| Wersja | Data wydania         | Wersja OpenGL | Wersja GLSL | Wersja OpenGL ES |
| ------ | -------------------- | ------------- | ----------- | ---------------- |
| 1.0    | 4 marca 1995         | 1.0           | -           | -                |
| 2.0    | 10 października 1996 | 1.1           | -           | -                |
| 3.0    | 17 września 1998     | 1.2           | -           | -                |
| 4.0    | 22 października 2001 | 1.3           | -           | -                |
| 5.0    | 13 listopada 2002    | 1.4           | -           | -                |
| 6.0    | 16 stycznia 2004     | 1.5           | -           | -                |
| 7.0    | 22 czerwca 2007      | 2.1           | 1.20        | -                |
| 8.0    | 9 lutego 2012        | 3.0           | 1.30        | 2.0              |
| 9.0    | 8 października 2012  | 3.1           | 1.40        | 2.0              |
| 10.0   | 30 listopada 2013    | 3.3           | 3.30        | 3.0              |
| 11.0   | 12 września 2015     | 4.1           | 4.10        | 3.0              |
| 12.0   | 8 lipca 2016         | 4.3           | 4.30        | 3.1              |
| 13.0   | 26 listopada 2016    | 4.4           | 4.40        | 3.2              |
| 17.0   | 13 lutego 2017       | 4.5           | 4.50        | 3.2              |